# Benzin
|  | Benzin er også titlen på et nummer af Rammstein. Se Rosenrot#Benzin. |
Benzin er en blanding af forskellige kemiske forbindelser, primært kulbrinter med 4-12 kulstofatomer per molekyle. Det benyttes som drivmiddel i højtydende forbrændingsmotorer. Benzin er flydende ved normal temperatur og tryk. Benzin er meget brandfarlig, da benzindampe er meget flygtige og letantændelige.
Benzin er et af produkterne ved olieraffinering og udvindes fra råolie. Når benzin bruges som drivmiddel, er det ikke helt rent, men tilsat en række stoffer for at forbedre dens egenskaber. Det såkaldte oktantal benyttes til at angive, hvor gode disse egenskaber er.
Benzin benyttes også til at rense fedtede og klistrede overflader i husholdningen; til dette anvendes normalt en særlig formel som kaldes rensebenzin, primært bestående af n-heptan.[kilde mangler]

## Navnet
Det var den tyske kemiker Eilhard Mitscherlich der fandt på ordet benzin. Han brugte ordet om det kemiske stof, der senere er blevet kendt som benzen. Da bilen blev opfundet, blev benzin handelsbetegnelsen for brændstoffet til bilens motor. Dengang udgjorde det kemiske stof benzen en stor del af indholdet i benzin og havde til formål at øge oktantallet. I dag bruges benzen atter som additiv (1 %) i motorbenzin efter, at man er gået væk fra det forurenende blyholdige benzin.
Navnet "benzin" er ikke relateret til Carl Benz, der i 1885 byggede verdens første i praksis anvendelige personbil.

## Liste over benzintyper
- Blyfri benzin
- Knallertbenzin (benzin for totaktsmotorer; er tilsat olie)
- Rensebenzin
- Blyholdig benzin